# 科爾森·懷特黑德
科爾森·懷特黑德（英語：Colson Whitehead，1969年11月6日—），美國作家。

## 经历
高中時就讀著名的紐約聖三一學校，後畢業於哈佛大學，畢業後又為美國著名雜誌《鄉村之聲》撰寫專欄。他先後任教於普林斯頓大學、紐約大學、哥倫比亞大學等學府，也曾擔任瓦薩學院、懷俄明大學駐校作家。
2016年，他終於憑地下鐵道獲得美國國家圖書獎最佳小說獎。2017年，他憑《地下鐵道》贏得普利策小说奖。他成為第7位同時獲得美國國家圖書獎和《普立茲獎》的雙料作家。2020年，再度凭借小说《五分钱男孩》获得普利策奖，该小说后来被改编成电影，于2024年上映，提名第97屆奧斯卡金像獎最佳影片獎和最佳改編劇本獎。